# اسپیلامبرتو
اسپیلامبرتو (به ایتالیایی: Spilamberto) یک کومونه در ایتالیا است که در استان مودنا واقع شده‌است.

## خصوصیات
اسپیلامبرتو ۲۹٫۵ کیلومترمربع مساحت و ۱۲٬۵۷۵ نفر جمعیت دارد و ۷۰ متر بالاتر از سطح دریا واقع شده‌است.